# Антиотражателно (просветляващо) покритие
Антиотражателното (просветляващо) покритие представлява покритие на лещи, призми и други оптически детайли с цел снижаване на отражението на светлината от оптическите повърхности, граничещи с въздуха. Това позволява да се увеличи светопропускането на оптическата система и да се подобри контрастността на изображението чрез намаляването на паразитните отражения в оптическата система.
Голяма част от оптическите системи, като обективите на висококачествените фотоапарати и камери се състоят от голям брой лещи, между които има въздушен слой. Отражението на всяка повърхност на системата, която граничи с въздух, намалява преминаващия полезен светлинен поток. В случай, че не се използват антиотражателни покрития загубите на светлинен поток може да достигнат няколко десетки процента.
В оптическите системи се използват четири начина за намаляване на коефициента на отражение от оптическа повърхност:
- С използване на интерферационни тънкослойни покрития.
- С използване на поляризацията на светлината.
- Със създаването на микротекстурни неравности на оптическата повърхност.
- Чрез изменение на коефициента на пречупване.

Използват се главно интерферационни просветляващи покрития на оптическите повърхности. При тези покрития на оптическите повърхности се нанасят едно или повече тънки, съизмерими с дължината на свелинната вълна. Коефициента на пречупване на тези слоеве се различава от това на основната оптическа среда. С подбора на дебелината на покритието и оптическите коефициенти на пречупване може да се достигне нулев коефициент на отражение.

## История на откриване на интерферационното антиреотражателно покритие
Ефекта на „просветляването“ на оптиката в резултат на естественото стареене на стъклото е открит случайно и независимо един от друг от няколко фотографи в различни страни още в началото на 20 век. Забелязано е, че обективи, които са били в експлоатация няколко години са осигурявали по-ярко и по-контрастно изображение в сравнение с новите аналогични апарати. В резултат на изследванията е установено, че някои видове оптическо стъкло при контакт с влагата на въздуха са склонни да образуват тънък слой метални окиси, чийто соли легират стъклото. Ефекта на просветляването се обяснява с интирференцията. Промишленото получаване на такъв слой се опитва да създаде Харолд Тейлор, който запатентова този метод през 1904 г., но не получава стабилни резултати. За първи път през 1936 г. ръководителят на изследователската лаборатория на Карл Цайс, Александър Смакула създава физически процес за получаване на тънък слой във вакуум.

### Физически основи
Намаляването на степента на отражение върху просветлената повърхност се постига чрез една деструктивна (намаляща) интерференция на отразените лъчи. При това общата амплитуд е близка до нулата.

## Приложение
Антиотражателните покрития се използват в много области, при които се използват оптически елементи, през които преминава светлина и е необходимо да се намалят загубите или отстрани отражението. Най-често това са лещите на очилата и обективите на камерите.
- Коригиращи лещи за очила

Антиотражателното покритие се нанася на лещите за очила, тъй като липсата на отражение подобрява външния вид и намалява натоварването на очите. Това е особено важно и се забелязва при каране на кола в тъмната част на деня и при работа с компютър. Освен това повечето светлина, преминаваща през лещата подобрява остротата на зрението.
- Камери

Лещите с антиотражателно покритие във фото и видеокамерите подобряват контрастността на изображението. При това този ефекте толкова по-добър, колкото по-сложен е обектива, поради по-големия брой лещи.
- Фотолитография в технологии в микроелектрониката

Антиотражателните покрития се използват във фотолитографията за подобряване на изображението от повърхността на подложката. Покритието може да се нанася както под фоторезиста така и над него.